# Laguna de Palmira
La laguna de Palmira  es una laguna boliviana amazónica. Administrativamente se encuentra ubicada en el municipio de El Puente de la provincia Guarayos, al noroeste del departamento de Santa Cruz. Se encuentra 136 km al suroeste de la localidad de Ascensión de Guarayos a una altitud de 174 m s. n. m. cerca al río Grande y a otras lagunas, tiene una superficie total de 49,04 km².